# Тімей
Тімей (дав.-гр. Τίμαιος; близько 356 — близько 260 до н. е.) — давньогрецький історик, син Андромаха, засновника Тавроменія. Автор ряду творів, з яких найзначніший «Історія» (в 38 чи 43 книгах).

## Життя і творчість
Тімей брав діяльну участь у політичній боротьбі, що відбувалась на його рідному острові Сицилії, був прихильником Тімолеона. Після вигнання тираном Агафоклом (біля. 317 р.), переселився в Афіни. За однією думкою, він там и помер, за думкою інших — за Гієрона II повернувся на батьківщину. Дожив до глубокої старості (помер близько 260 р. до н. е.).
Тімей — відомійший історик Сицилії. Його праця «Історія» (грец. Ιστοριαι) — головне джерело не тільки з історії цього острову в давнину, а і взагалі Італії та еллинів на Заході, та частково і Карфагену. Складається вона з 38 книг, з яких 33 обіймають історію Сицилії з найдавніших часів до Агафокла, а 5 — історію останнього. Крім цього, у вигляді додатку Тімей написав ще історію Пірра і його воєн в Італії та Сицилії. Тімей дуже старанно збирав матеріал, чимало мандрував, користувався надписами, вивчав навіть документи, що стосуються Карфагена та фінікіян.
Особливо примітною є його праця щодо хронології: Тімей заклав в основу своєї хронології перелік переможців на Олімпійських іграх и заснував таким чином той відлік за Олімпіадами, який потім надовго став загальноприйнятим в історичних творах. До цієї загальноеллінської хронологічної системи він звів окремі місцеві системи — відлік за ефорами, за архонтами тощо.
Полібій знаходив, що Тімею не вистачало поглядів практичної державної людини. Взагалі Тімей слідкував почасти риторічному напрямку в грецькій історіографії, що переважав в Греції з часів Ісократа та його найближчих учнів. Великі промови займали в його творі значне місце. Він надавав значення віщуванням та снам, висловам оракулів та різним пророцтвам, вбачав у подіях вплив долі.
Праця Тімея мала значний вплив на наступних істориків: з неї почерпали Діодор Сицилійський, Помпей Трог, Плутарх, йому ми зобов’язані загалом тими відомостями з історії, географії та етнографії стародавньої Сицилії та Італії, які є в нашому розпорядженні.
«Історія» Тімея цілком до нас не дійшла, збереглись лише її уривки завдяки посиланням та цитатам інших. Вони зібрані у виданні К. Müller, «Fragmenta Historicorum Graecorum» (т. I и IV).